# Bainoceratops
Bainoceratops là một chi khủng long, được Tereschenko & Alifanov mô tả khoa học năm 2003.